# Indépendance de Madagascar

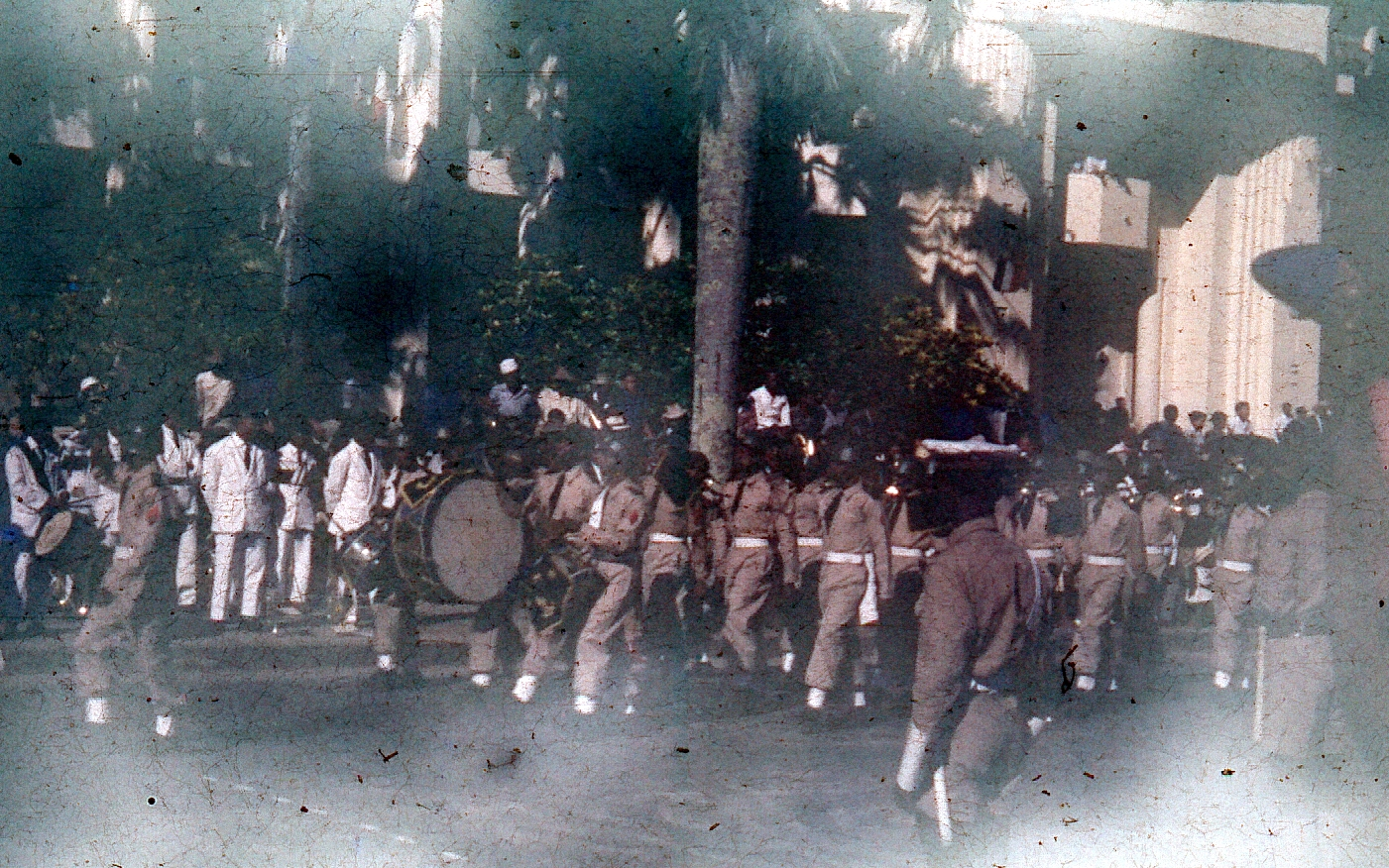
Défilé en l'honneur de l'indépendance, le 26 juin 1960.

L’indépendance de Madagascar est proclamée le 26 juin 1960 à l'issue d'un processus négocié entre l'élite politique malgache et le gouvernement français, qui avait fait de l'île une colonie 65 ans plus tôt.
Ce processus débute après l'insurrection malgache de 1947, violemment réprimée par le gouvernement français qui refusait toute autonomisation croissante de ses colonies. Dans les années 1950, la capitale Tananarive se retrouve au centre d'une lutte entre Malgaches autonomistes et indépendantistes, les deux groupes fondant différents partis. À la fin de la décennie, les territoires français d'Afrique sub-saharienne acquièrent une autonomie croissante, en particulier lorsqu'ils entrent en 1958 dans la Communauté française fondée par Charles de Gaulle lors de la mise en place de la Cinquième République.
Comme les autres membres de cette fédération, Madagascar décide cependant rapidement d'accéder à l'indépendance formelle. Les premiers ministres malgache Philibert Tsiranana et français Michel Debré signent l'accord d'indépendance le 2 avril 1960 et celle-ci est proclamée le 26 juin 1960 (devenu jour de la fête nationale malgache). Les deux États restent très liés dans les années qui suivent. Madagascar intègre ensuite l'ensemble des organisations internationales.

## L'indépendance un statut réclamé depuis longtemps

### Tananarive, berceau de l'indépendance
Tananarive, capitale de Madagascar, occupe un rôle central dans les domaines culturel et intellectuel, une prédominance qui va s'accentuer durant toute la période coloniale. La ville occupe un rôle majeur dans le nationalisme malgache. En effet, c'est un lieu de réception des idées venues de l'extérieur. Elle sera un vivier dans la formation d'une nouvelle élite malgache. Les missionnaires britanniques, les éducateurs protestants et anglicans forment la jeunesse tananarivienne pour la préservation de la culture malgache. Lors de la création des premiers partis nationalistes malgaches en 1946, ils ont tout d'abord une implantation dans la ville. avant de se disséminer dans tout le pays. 
Il s'y trouve aussi une presse d'opinion, persécutée par l'administration coloniale et seul moyen qui permette d'exprimer son opposition à la colonisation..
C'est à Tananarive le 19 mai 1929 qu'a lieu la première manifestation publique remettant publiquement en question le régime colonial.
Après l'insurrection malgache de 1947 des journalistes nationalistes  mais aussi des militants de la CGT réclament l'amnistie des condamnés politiques et pour un statut d'État libre au sein de l'Union française.
C'est d'ailleurs dans la capitale que le parti le plus hostile à toute collaboration avec la France, le Parti du congrès de l'indépendance de Madagascar (AKFM) et le principal rival du Parti social-démocrate malgache (PSD), est majoritaire au conseil municipal. Le maire de la ville est le pasteur Richard Andriamanjato, membre de AKFM .

### 1956, un tournant politique
Après l'insurrection malgache de 1947 le Mouvement démocratique de la rénovation malgache (MDRM) a été dissout laissant seul la place au Parti des déshérités de Madagascar (PADESM) qui domine la vie politique malgache durant la décennie suivante. . Le PADESM est principalement un parti côtier qui milite pour une décentralisation au profit des provinces contrairement au MDRM qui était plus centraliste. 
Durant les années 1950 la rivalité électorale marque la rupture définitive entre les « conservateurs » de Norbert Zafimahova et les « progressistes » de Philibert Tsiranana, avec deux nouveaux partis créés en 1956 par scission du PADESM.
Le 23 juin 1956, la loi cadre Defferre est promulguée en France. Cette loi remodèle l'Union française et permet aux colonies d'Afrique et Madagascar d'avancer vers un gouvernement autonome. Cette loi instaure également une plus grande autonomie politique.
Tsiranana se rallie rapidement à ce système. Le 18 novembre 1956 ont lieu les premières élections municipales au collège unique. Au cours de ces élections Tananarive et d'autres villes de province se dotent de conseillers municipaux favorables à l'indépendance.
Tsiranana crée le 28 décembre 1956 le Parti social-démocrate malgache et comorien, soutenu par le gouverneur socialiste de l'île André Soucadaux. Ses membres défendent une évolution progressive vers l’indépendance dans le cadre de l'Union française. Vingt jours plus tard, Norbert Zafimahova lance quant à lui l'Union des démocrates sociaux de Madagascar (UDSM) avec ses lieutenants Raveloson Mahasampo, Robert Marson et Albert Sylla.

### Des divisions révélées par le référendum de 1958 sur la Communauté française
À la faveur de la guerre d'Algérie le général de Gaulle retrouve le pouvoir et devient le dernier président du Conseil de la IVe République. Michel Debré est chargé d'élaborer la constitution de la Ve République, qui doit concerner aussi bien la métropole que les territoires d'outre-mer. Le Malgache Philibert Tsiranana siège d'ailleurs au Comité constitutionnel consultatif, aux côtés de Léopold Sedar Senghor, Lamine Gueye. C'est d’ailleurs Tsiranana qui propose le nom de Communauté française pour l'entité qui doit remplacer l'Union française.
Un référendum concernant l'entrée de Madagascar dans la Communauté française est organisé en septembre 1958. Tsiranana fait campagne pour le « oui », qui l'emporte par 77 % des suffrages exprimés — mais à Tananarive, le « non » rassemble 65 % des électeurs.
Le 9 janvier 1959, De Gaulle nomme premier ministre Debré, conscient de l'ambiguïté de cette Communauté qui associe fédération et confédération. Fédération car chaque membre dispose d'une autonomie importante et délègue certains de ces pouvoirs à un organisme central, et confédération car elle est composée d'États pouvant signer des traités qui délèguent des compétences à des organes commun dans le but de mieux coordonner leurs politiques.
Le 29 avril 1959, l'Assemblée constituante malgache propose une Constitution qui s'inspire de la Ve République française. Cette nouvelle constitution prévoit un pouvoir exécutif fort assumé par le Président. Le 1er mai 1959, un collège de Grands Électeurs composé des membres du Parlement, des conseillers provinciaux et des délégués des communes, est réuni pour élire le premier Président. Quatre candidats se présentent, et c'est Tsiranana qui l'emporte en recueillant 113 voix sur 114 possibles.
Des Malgaches continuent cependant à s'opposer à ce processus, notamment les membres du Parti du congrès de l'indépendance de Madagascar (AKFM), créé en novembre 1958. L'AKFM se dissocie du PSD en demandant une indépendance véritable, au nom de la capacité pour les Malgaches à se gouverner sans aucun lien formel avec la France. Le président de l'AKFM, le pasteur Richard Andriamanjato devient en septembre 1959 maire de Tananarive.

## Signature des accords d'indépendance et proclamation
Le 29 avril 1959, l'Assemblée constituante malgache propose une constitution inspirée par la Ve République française, c'est-à-dire un régime présidentiel fort. Les provinces sont dotées de conseils provinciaux. Le 1er mai 1959, un collège de grands électeurs réunissant conseillers provinciaux, parlementaires et délégués des communes élit Philibert Tsiranana à la tête de l'exécutif avec 113 voix sur 114.

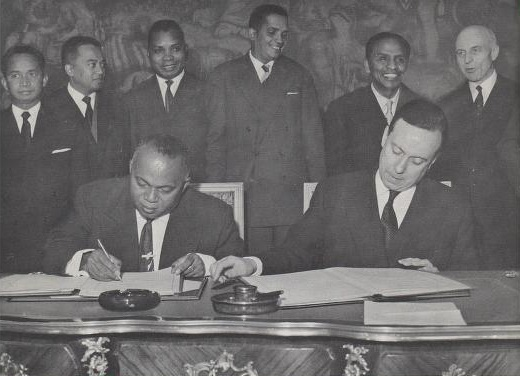
Philibert Tsiranana et Michel Debré signant les accords sur l'indépendance de Madagascar le 2 avril 1960.

La loi cadre a donc doté Madagascar, comme d'ailleurs les autres territoires françaises d'Afrique sub-saharienne, d'un embryon de gouvernement avant même l'indépendance. À la suite de l'évolution de la situation en Afrique de l'Ouest, Tsiranana demande officiellement l'indépendance et les négociations débutent à Paris le 11 février 1960. Elles sont menées par le ministre de l'Intérieur malgache Resampa et par le secrétaire d'État français Jean Foyer. Elles débouchent sur la signature le 2 avril par Michel Debré et Philibert Tsiranana de deux accords, l'un sur l'indépendance et le transfert des compétences, l'autre sur la coopération. L'article premier stipule : « la République Malgache accède, en plein accord et amitié avec la République Française, à la souveraineté internationale et à l'indépendance par le transfert des compétences de la Communauté ».  
La proclamation de la république de l'indépendance a lieu le 26 juin 1960 au stade municipal de Mahamasina. Le même jour, Philibert Tsiranana déclare solennellement sur le vatomasina (pierre sacrée) que « la République française reconnait la République malgache en tant qu'État indépendant et souverain ».

## Les premiers mois de la République indépendante

### Une  indépendance en étroite collaboration avec la France
Tout d’abord, la France apporte une assistance technique dans le cadre des accords bilatéraux. Le soutien de la France est de type varié : envoi d’experts, formation de fonctionnaires sur place ou à l’étranger, et fourniture d’équipement et matériel technique. Cette coopération vise à harmoniser les politiques et législations dans de nombreux domaines (aviation civile, marine marchande, commerce, etc.). Les accords prévoient aussi des échanges d'information, comme dans le Commonwealth des Nations britanniques.
Dans le domaine économique il est prévu « un régime préférentiel, ayant pour objet d'assurer à chacune des parties des débouchés privilégiés et comportant un ensemble équilibré d'avantages mutuels, notamment dans le domaine commercial et tarifaire, ainsi que dans celui des organisations de marchés. Il a été prévu également, dans l'accord de coopération en matière économique, financière et monétaire, que les marchandises originaires et en provenance de la République française. »
Au niveau de la défense il est prévu que les deux États se prêtent mutuellement assistance avec pour objectif d'assurer la défense de la communauté. Cette tâche est principalement dévolue à la République Française. Pour pouvoir accomplir cette mission les accords prévoient que la République Malgache cette dernière lui reconnaît « la libre disposition de bases et d'installations militaires et lui assure les facilités nécessaires ». L'armée française bénéficie de la libre-circulation terrestre, maritime et aérienne, conserve l'accès à la base de Diégo-Suarez et diverses installations militaires à Ivato, Antsirabe, Tamatave et Fort-Dauphin.
Cette étroite collaboration  qui se met en place suscite quelques interrogations dans la presse locale. Le journal Maresaka écrit ainsi le 25 avril 1960 : « On nous dit que Madagascar aura son indépendance, mais attention ! Est-ce une véritable indépendance, alors que derrière chaque responsable malgache se trouve un conseiller français ? ».

### Une reconnaissance internationale
Lors des célébrations de l'indépendance fin juillet 1960, soixante-douze États venus des blocs occidental comme oriental envoient des délégations. De nombreux États africains nouvellement indépendants sont également représentés. La volonté du pouvoir est de montrer que le monde entier reconnait Madagascar. Le processus est parachevé par l'admission de Madagascar à l'Organisation des Nations Unies le 20 septembre 1960, avec le soutien français. 
Ce nouvel État peut dorénavant entretenir des relations diplomatiques normales avec d'autres États. Les nouveaux ambassadeurs ministres plénipotentiaires ou chargés d'affaires sont accrédités à Tananarive. Pour la France, la situation est particulière : le représentant Français a le titre de « Haut Représentant » mais il a le rang et le titre d'ambassadeur, il est aussi le doyen du corps diplomatique à Madagascar. Le « Haut Représentant » de Madagascar quant à lui bénéficie d'une place privilégiée à Paris. De son côté Madagascar envoie des ambassadeurs dans les pays les plus importants ou chez ses voisins.

#### Monographie
- Gérald Naal, Abrégé d'histoire de Madagascar, Paris, L'Harmattan, 2015.
- Yvan Combeau (dir.), La Réunion et l'océan Indien : De la décolonisation au XXIe siècle, Paris, Les Indes savantes, 2007.
- Lucile Rabearimanana, « les Tananariviens face à la proclamation de l'indépendance de Madagascar (26 juin-31 juillet 1960) », dans Charles-Robert Ageron (dir.), L'Afrique noire française : L'Heure des indépendances, Paris, CNRS Éditions, 1992, p. 637-665.

#### Article et chapitres
- Didier Galibert, « La Proclamation de la République malgache : Transmission de l'État et malentendus fondateurs », Outre-mers, vol. 95, nos 358-359,‎ 2008, p. 89-105 (DOI 10.3406/outre.2008.4319).
- Alain Spacensky, « Regards sur l'évolution politique malgache 1945-1966 », Revue française de science politique, vol. 17, no 2,‎ 1967, p. 263-285 (DOI 10.3406/rfsp.1967.418483).
- Gérard Conac et Guy Feuer, « Les Accords franco-malgaches », Annuaire français de droit international, vol. 6,‎ 1960, p. 859-880 (DOI 10.3406/afdi.1960.938).
- Françoise Blum, « Madagascar 1972 : L'Autre indépendance : Une révolution contre les accords de coopération », Le Mouvement Social, vol. 236,‎ 2011, p. 61-87 (DOI 10.3917/lms.236.0061).